# Paul Lauters
Paul Lauters, né à Bruxelles le 16 juillet 1806 et décédé à Ixelles le 12 novembre 1875 , est un peintre, aquarelliste, lithographe, graveur à l'eau-forte belge.

## Biographie
Paul Lauters se forme à l'Académie royale des beaux-arts de Bruxelles dans l'atelier du sculpteur Charles Malaise (1775-1836). Il y devient professeur en 1848 et a notamment eu comme élève Amédée Lynen vers 1872, de même que Auguste Numans et Emile Puttaert.
Il consacre son pinceau à la peinture de paysage et aux scènes urbaines. Il se fait connaître en répandant son œuvre grâce à la lithographie ; on lui doit également de nombreuses illustrations de livres.
Paul Lauters est le père de la chanteuse d'opéra Pauline Lauters (1834-1918).

## Collections publiques
Arlon, Musée Gaspar-Collection de l'Institut Archéologique  du Luxembourg, lithos et gravures sur bois.

## Pont rustique dans le parc de Mariemont (vers 1870?)

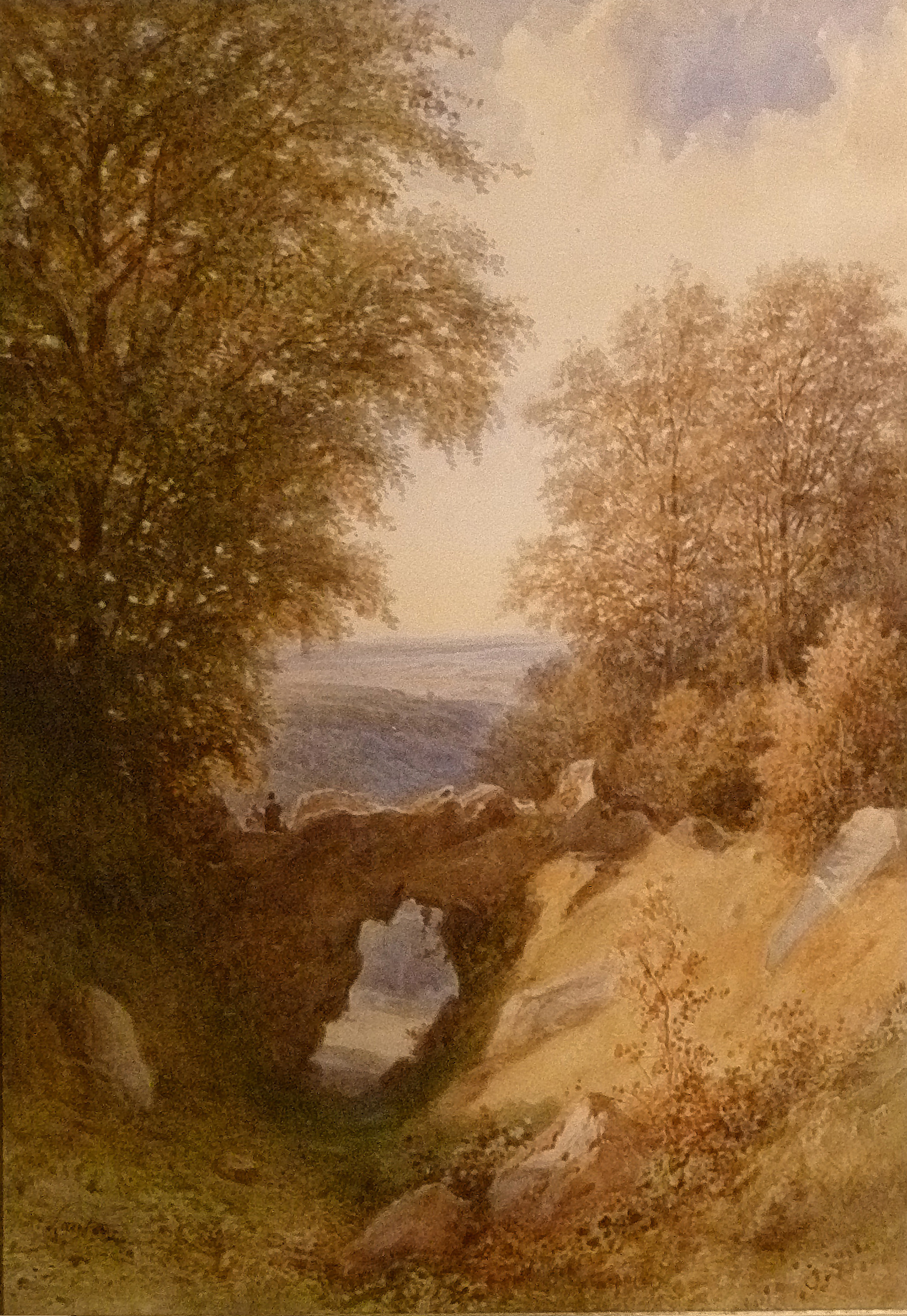
Pont rustique dans le parc de Mariemont (vers 1870 ?)
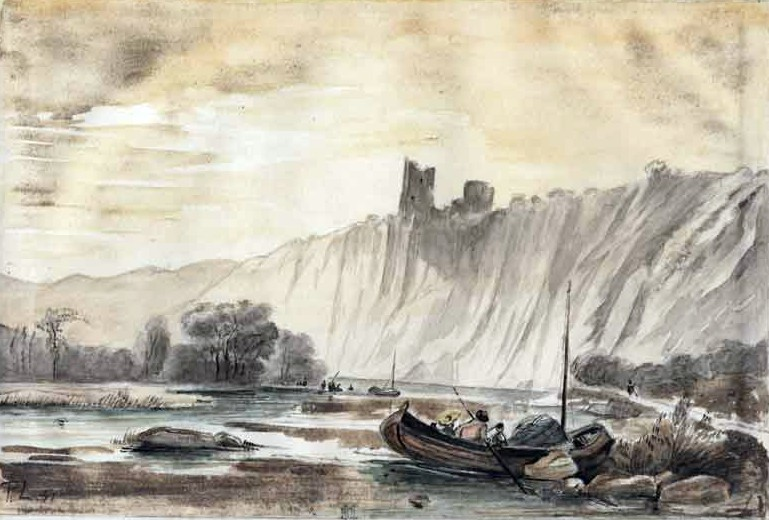
Ruines du Château de Montfort à Esneux (1841)
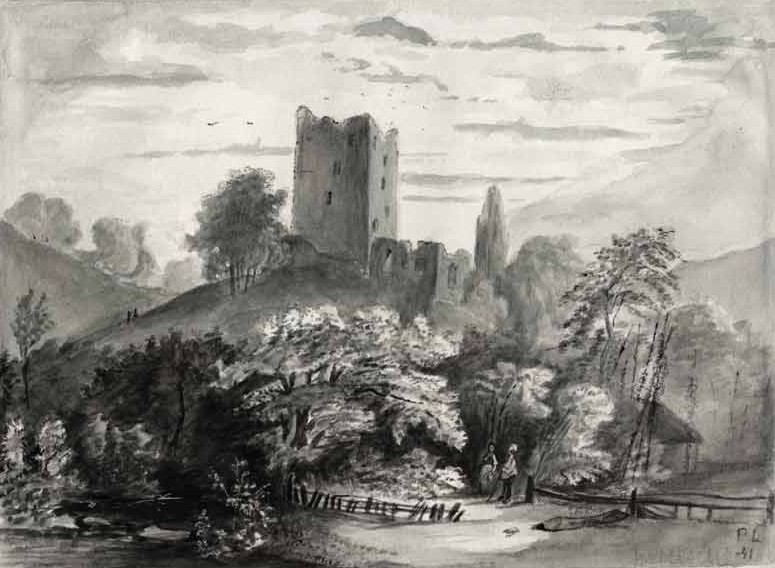
Ruines du château de Poulseur (1841)
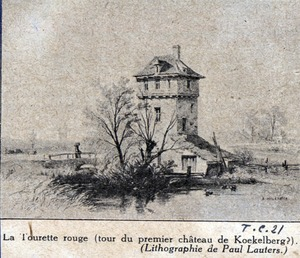
La Tourette Rouge (tour du premier château de Koekelberg ?)

## Reconnaissance
Une rue d'Ixelles (faisant partie des 19 Communes de Bruxelles), sa ville natale, porte son nom.